# Ram (geslacht)

Familiewapen van Ram

Het geslacht Ram is een Nederlands geslacht waarvan leden sinds 1835 tot de Nederlandse adel behoren en in 1980 uitstierf.

## Geschiedenis
De stamreeks van het geslacht begint met Philips Ram Evertsz, geboren in 1475, schepen en burgemeester van Amersfoort. Een bijzondere telg is Adriaen Ram, die in de jaren-1640 katholieke schuilkerken inricht in kasteel Schalkwijk en stadskasteel Clarenburg te Utrecht, en die deswege voor tien jaar uit het gewest wordt verbannen.
Bij Koninklijk Besluit nr. 12 van 4 juli 1835 werden Willem Elisa Ram en de zeven kinderen uit het huwelijk van zijn overleden broer mr. Laurens Elisa Ram (1782-1828) met jkvr. Magdalena Antonia van de Poll (1790-1859) verheven in de Nederlandse adel met het predicaat jonkheer en jonkvrouw. Een jaar later werden ook de twee kinderen uit het huwelijk van wijlen hun broer Albert Jan Leonard Ram (1784-1834) met Paulina Jacoba van Zwijndrecht (1782-1831) in de adelstand opgenomen (K.B. nr. 77 van 8 juni 1836). Het geslacht Ram leverde bestuurders (met name in de provincie Utrecht) en militairen. Het stierf in 1949 in de mannelijke lijn uit met Henri Ernest Ram (1864-1949) en in 1980 in de vrouwelijke lijn met zijn dochter jkvr. Johanna Louise Charlotte Ram (1898-1980).

## Bekende telgen
- Philips Ram Evertsz (1475-), raad, schepen en burgemeester van Amersfoort
  - mr. Aert Ram (1528-1593), advocaat voor het Hof van Utrecht
    - Johan Ram (1560-1616)
      - Philips Ram (1585-1632), raad en schepen van Utrecht, hoogheemraad Lekdijk Bovendams
        - mr. Johan Ram (1620-1677), raad, schepen en thesaurier van Utrecht
          - mr. Philips Ram (1652-1721), raad en schepen van Utrecht, gedeputeerde van de Staten van Utrecht
            - mr. Jan Jacob Ram (1716-1758), advocaat voor het Hof van Utrecht, raad, schepen en burgemeester van Utrecht, gedeputeerde van de Staten van Utrecht
              - mr. Philips Ram (1753-1817), raad, schepen en burgemeester van Utrecht
                - mr. Laurens Elisa Ram (1782-1828)
                  - jhr. mr. Jan Laurens Ram (1814-1902), rechter
                  - jkvr. Henriette Maria Ram (1816-1895); trouwde in 1840 met mr. Pieter Maria de la Court (1816-1872), burgemeester van Soest
                  - jkvr. Louisa Anna Alexandrina Ram (1822-1892); trouwde in 1845 met jhr. mr. Anthony Adriaan van Oldenbarneveld genaamd Witte Tullingh (1805-1883), griffier Hoog Militair Gerechtshof, lid van de familie Van Oldenbarneveld genaamd Tullingh
                  - jhr. mr. Jacob Philip Albert Leonard Ram (1826-1890), burgemeester van Breukelen-Sint Pieters, Breukelen-Nijenrode en Ruwiel
                  - jhr. Albert Laurens Eliza Ram (1829-1885) lid gemeenteraad en wethouder van Utrecht, lid Provinciale Staten van Utrecht
                    - jhr. ir. Henri Ernest Ram (1864-1949)
                      - jkvr. Johanna Louise Charlotte Ram (1898-1980), laatste telg van het adellijke geslacht Ram

                - Albert Jan Leonard Ram (1784-1834)
                  - jhr. Philip Ram (1818-1888), lid Ridderschap van Utrecht
                    - jkvr. Pauline Albertine Ram (1845-1885); trouwde in 1868 met mr. Aarnoud Willem van Beeck Calkoen (1842-1922), lid Provinciale en Gedeputeerde Staten van Utrecht, lid gemeenteraad van Utrecht, hoogheemraad Lekdijk Bovendams, lid van de familie Calkoen
                      - Isabella Antonia Lucretia van Beeck Calkoen (1883-1945), beeldhouwster

                  - jhr. Hendrik Mary Ram (1821-1887), lid Ridderschap van Utrecht

                - jhr. Willem Elisa Ram (1786-1856), heer van Bottestein, raad, wethouder van Utrecht, lid Ridderschap van Utrecht, lid Provinciale Staten van Utrecht, hoogheemraad Groot-Waterschap van Woerden, stichter buitenplaats Het Hoogeland
                  - jkvr. Louise Reiniera Jeana Antoinette Ram (1827-1904); trouwde in 1849 met jhr. mr. Joan Huydecoper (1821-1890), heer van Maarsseveen, burgemeester van Maarsseveen, Maarssen en Maarssenbroek, Provinciale Staten van Utrecht, lid Eerste Kamer der Staten-Generaal, hoogheemraad Lekdijk Bovendams
                  - jhr. Karel Jacob Adriaan Hendrik Ram (1829-1911), heer van Bottestein, lid gemeenteraad van Zeist, hoogheemraad Waterschap Heycop
                    - jhr. Johan Hendrik Ram (1861-1913), militair en vriend van Louis Couperus (1863-1923)